# MS Janek Krasicki
MS Janek Krasicki – drobnicowiec typu B 54 należący do Polskich Linii Oceanicznych z serii polskich dziesięciotysięczników.

## Historia
MS Janek Krasicki był statkiem towarowym o nośności 9903 ton (DWT), jednym z polskich dziesięciotysięczników. Był pierwszym drobnicowcem typu B-54 zbudowanym w Stoczni Szczecińskiej, 53. jednostką zbudowaną w powojennej historii tej stoczni. Użyto dokumentacji z wybudowanego w Gdańsku w 1955 roku MS Marceli Nowotko. Stępkę pod budowę MS Janek Krasicki położono 10 grudnia 1958 roku. W budowę zaangażowane były brygady młodych robotników należących do Związku Młodzieży Socjalistycznej, który objął prowadzone prace swym patronatem. Jednostkę zwodowano na pochylni stoczni „Wulkan” 29 września 1959 roku. Oficjalnie wszedł do floty Polskich Liniach Oceanicznych 18 czerwca 1960 roku.
Władze państwowe zaplanowały uroczyste podniesienie polskiej bandery na statku z okazji Dni Morza 18 czerwca 1960 roku. Jednostka została zacumowana przy szczecińskich Wałach Chrobrego. W uroczystościach wzięli udział rodzice patrona statku, zamordowanego przez Niemców w 1943 roku polskiego działacza komunistycznego Jana Krasickiego oraz około 20 tysięcy szczecinian. Matką chrzestną statku była Maria Krasicka, matka patrona. Podczas uroczystości doszło do tragedii. Załamał się trap, którym zwiedzający tłumnie wchodzili na pokład. Osoby powpadały do wody pomiędzy statek a nabrzeże, część spadła wprost na nabrzeże, odnosząc poważne obrażenia. Szczecińska prasa odnotowała śmierć dwóch osób w wyniku obrażeń.
Drobnicowiec pływał pod banderą polską do 1984 roku. Ostatecznie został zezłomowany w Hongkongu.

## Dane techniczne
Długość całkowita MS Janek Krasicki wynosiła 153,7 m, szerokość 19,4 m, zanurzenie 8,3 m. Posiadał silnik spalinowy o mocy 5741 kW, wyprodukowany w Fabryce Cegielskiego w Poznaniu. Rozwijał prędkość maksymalną 16 w.